# Квант
Квант, у физици, означава недељиву, дакле, најмању количину енергије која се јавља у елементарним процесима. На пример, фотон је квант електромагнетне интеракције, глуон јаке интеракције, Z-бозон слабе интеракције, гравитон (експериментално још недетектован) квант гравитационе интеракције. У ширем смислу квант означава елементарну, дакле најмању, јединицу сваке физичке величине. Тако је Боров магнетон квант магнетног момента, Планкова константа квант момента импулса итд. Откриће да је свет око нас квантне природе представља једно од највећих достигнућа модерне науке. Стога се квант јавља у разним аспектима природних наука где је саставни део терминологије. На пример постоје квантна механика, квантна хемија, квантна електроника, квантна оптика итд.
Реч квант потиче од латинског quantum (множина quanta) = количина, мноштво, свота, износ, део.

## Развој квантне теорије
Квантна теорија грана физике која се бави квантима и квантизацијом, појавила се 1900. године када је Макс Планк објавио теорију којом је објаснио емисиони спектар црног тела. У том раду Планк је користио природни систем физичких јединица који је предложио претходне године.

### Квантна једначина зрачења црног тела
Загрејано тело емитује топлотно зрачење (топлоту), дакле, електромагнетно зрачење у инфрацрвеном домену спектра. У то време све је то било добро познато. Ако се тело и даље загрева онда почиње знатније да емитује и видљиво зрачење, прво у црвеном делу спектра (црвено усијање) а после и у целом видљивом опсегу (бело усијање). Претходних година зрачење црног тела детаљно је испитивано за шта су развијени и одговарајући инструменти. 

Квантна формула зрачења црног тела, као зачетак квантне механике, настала је у недељу увече, 7. октобра 1900. године, када је Планк на брзину извео своје прве рачуне. Они су засновани на извештају немачког физичара Рубенса (који је са супругом био Планку у гостима)о најновијим мерењима у инфрацрвеном домену. Касно исте вечери, Планк је дописницом послао формулу Рубенсу, коју је он добио следећег дана. Неколико дана касније Рубенс је известио Планка да се формула одлично слаже са експериментом, како тада тако и данашњих дана.
У први мах била је то само једначина која се одлично поклапа са подацима. Тек неколико недеља касније испоставило се да је за њено извођење неопходна квантизација.
За увођење квантизације требало је мало и среће (или вештине, мада је сам Планк то назвао „срећним нагађањем интерполационе формуле"). Испоставило се да је формула у основи коректна али је њено извођење имало драстичан „споредни ефекат“ о нужности квантизације зрачења. То је било потпуно неочекивано. Планк је спретно спојио и поједноставио постојеће формуле. Укратко, пред собом је имао два израза:
- (i) из претходних истраживања у црвеном делу спектра имао је x;
- (ii) сада, из нових инфрацрвених података, добио је x².

Њиховим спретним комбиновањем као x(a+x), могао је добијеном формулом у граничним условима да репродукује обе раније постојеће формуле. За x << a (црвени део спектра) Планков израз прелази у ax а за x >> a (инфрацрвени део) Планков израз је приближно x². Срећна околност у свему томе је да је Планкова формула, ван сваких очекивања, изузетно тачна. Израз за енергију E, за зрачење на фреквенцији f, и температури T, може да се напише као
{\displaystyle E={\frac {hf}{e^{\frac {hf}{kT}}-1}}}
То је израз који је био поређен са експерименталним подацима. Постоје два параметра која је требало одредити из података: h нова константа, Планкова константа, и k већ позната Болцманова константа. Обе константе се данас сматрају фундаменталним у физици али су у то време биле далеко од тога. „Елементарни квант енергије“ је hf. Међутим, таква јединица нормално не постоји и није неопходна за квантизацију.

### Рођендан квантне механике
Анализом познатих експерименталних података Планк је израчунао нумеричке вредности за h и k. На основу тога могао је Немачком физичком друштву, на састанку 14. децембра 1900. године, да саопшти много тачније вредности Авогадровог броја и елементарног наелектрисања. То Планково саопштење се сматра догађајем у којем је рођена квантна механика.